# Metarbelinae
Los metarbelinos (Metarbelinae) son una subfamilia de lepidópteros ditrisios perteneciente a la familia Cossidae con los siguientes géneros.

## Géneros
- Aethiopina
- Arbelodes
- Catarbela
- Catarbelana
- Encaumaptera
- Hollandella
- Indarbela
- Lebedodes
- Marshalliana
- Melisomimas
- Metarbela
- Metarbelodes
- Ortharbela
- Paralebedella
- Pettigramma
- Saalmulleria
- Salagena
- Squamicapilla
- Squamura
- Stenagra
- Subarchaeopacha
- Teragra